# DEEPER STREET
DEEPER STREET（ディーパーストリート）は、1997年10月から1999年3月まで、TOKYO FM・JFN系列局をネットして放送されていた深夜のラジオ番組。初期の頃には「萬屋ラジオ堂（よろずや-どう）」というサブタイトルが付いていた。

## 概要
「G1 Grouper」、「まんたんMUSIC」が終了し、深夜枠を一新させてのスタート。本番組の前の25時台には「KADOKAWA電波マガジン」が放送されていた。1998年4月に、「スーパーFMマガジン・NORU SORU」「ラジ王」でパーソナリティを務めていたCHAGEが約3年ぶりにJFN系の深夜枠に帰って来た時は話題となった。同年10月に26時台を本番組枠から外し、それぞれが単独番組となったのに伴い、27:00 - 29:00の枠となった。
1999年3月に終了、一部のパーソナリティは次番組「ラジオ黄金時代」に引き継がれた。

## パーソナリティ
月曜日
- Swinging Popsicle「ストリート・キング」（1997年10月 - 1998年3月・26:00 - 29:00）
- CHAGEのTreasure Box（1998年4月 - ・26:00 - 27:00、同年10月からは単独番組に　→次番組「ラジオ黄金時代」に続行）
- 濱田マリ（1998年4月 - 同年9月・27:00 - 29:00）
- deeps（1998年10月 - 1999年3月・27:00 - 29:00　→「ラジオ黄金時代」に続行）

火曜日
- カンケ「ミュージック・プラネット」（1997年10月 - 1998年9月・26:00 - 29:00　→1998年10月 - 1999年3月・27:00 - 29:00）

水曜日
- 真矢（LUNA SEA）「ヒーリング・ラジオ!」（1997年10月 - 1998年3月・26:00 - 29:00　→1998年4月 - 同年9月・26:00 - 28:00　※←前番組「G1グルーパー」からの続投）
  - 三重野瞳（1997年10月 - 1998年3月・真矢と共演）
- 「しんドル」（1998年4月 - 同年9月・28:00 - 29:00　→1998年10月からは水曜深夜26:00 - 27:00に移動し単独番組に）
- ふかわりょう（1998年10月 - 1999年3月・27:00 - 29:00　→「ラジオ黄金時代」に続行）

木曜日
- 椎名へきる「マルチメディア・バラエティ」（1997年10月 - 1998年3月・26:00 - 28:00）（※「KADOKAWA電波マガジン」から引き続き出演・前番組「G1グルーパー」からの続投）
- 浅川悠・オフサイド大西（1997年10月 - 1998年3月・28:00 - 29:00　→1998年4月 - 同年9月・26:00 - 29:00　→1998年10月 - 1999年3月・27:00 - 29:00）- 詳細はDEEPER STREET木曜日を参照。

## 26時台の単独番組 (1998年10月 - 1999年3月)
参考項目として掲載。
- 月曜日・・・「CHAGEのTreasure Box」
- 火曜日・・・
  - （26:00 - 26:30）「氷上・丹下のトラブルチョコレート」
  - （26:30 - 27:00）「清水和彦のMUSIC EATER」（1998年10月 - 同年12月）
  - （26:30 - 27:00）「高円寺ホワイトハウス」（1999年1月 - 同年3月）
- 水曜日・・・「しんドル」
- 木曜日・・・「千葉繁のスパイラル・ワールド」

## 備考
- TOKYOFMでは初期の頃は28時28分55秒で途中飛び降りし、「高校通信教育講座」を28:30 - 29:00に放送していた。このため、この番組が祝日で放送休止した場合のみ、29:00までフルネットしていた。（場合によってはさらに29時台※翌日の朝5時台※もネットしていた時期もある。）
- FM大阪では、当該時間帯はローカル編成を徹底していたため一貫してネットされず、関西の多くの地域では聴取は事実上不可能であった。（遠隔受信による受信は可能だった。但し、FM滋賀ではネットしており京都の一部及び滋賀地域では聴取可能であった。)
- AIR-G、FM福岡でもローカル編成のためネットされなかった。

| TOKYO FM / JFN系 月曜 - 木曜 26:00 - 29:00枠                                                              | TOKYO FM / JFN系 月曜 - 木曜 26:00 - 29:00枠 | TOKYO FM / JFN系 月曜 - 木曜 26:00 - 29:00枠            |
| 前番組 | 番組名                                       | 次番組                                                  |
| --- | -------------------------------------------- | ------------------------------------------------------- |
| G1 Grouper （1995年3月 - 1997年9月） ※25:00 - 27:00まんたんMUSIC （1994年4月 - 1997年9月） ※27:00 - 30:00 | DEEPER STREET （1997年10月 - 1999年3月）     | ラジオ黄金時代 （1999年4月 - 2003年3月） ※25:00 - 29:00 |